# Verdaches
Verdaches är en kommun i departementet Alpes-de-Haute-Provence i regionen Provence-Alpes-Côte d'Azur i sydöstra Frankrike. Kommunen ligger  i kantonen Seyne som ligger i arrondissementet Digne-les-Bains. År 2022 hade Verdaches 60 invånare.

## Befolkningsutveckling
Antalet invånare i kommunen Verdaches
Referens: INSEE